# Henry Cowell
Henry Cowell (11 de março de 1897 - 10 de dezembro de 1965) foi um compositor, teórico musical, pianista, professor, editor e empresário estadunidense.

## Vida
Tendo entrado em contato com a música não europeia desde muito jovem, Cowell formou-se principalmente como pianista e compositor autodidata. A partir de 1914, ele estudou na Universidade da Califórnia com Charles Seeger. Na década de 1920, ele fez viagens anuais pela América do Norte e Europa, onde foi apresentado à jovem pianista Grete Sultan por Richard Buhlig em Berlim que em 1923 começaram uma colaboração intensiva. Em 1929 foi o primeiro compositor americano a visitar a União Soviética. Em 1931, ele completou seu treinamento estudando musicologia comparativa em Berlim com Erich von Hornbostel, no mesmo ano deu também um concerto na Bauhaus de Dessau. Em uma viagem de estudos pela Ásia, ele ensinou nas academias de música de Teerã e Madras. Na época, ele era professor da Columbia University em Nova York. Seus alunos incluíam John Cage e Lou Harrison. Cowell também trabalhou como publicitário e editor da New Music Edition, uma plataforma para a nova música americana.
Cowell foi preso na Prisão Estadual de San Quentin de 1936 a 1940 por atos homossexuais. Ele continuou a compor na prisão. Em 1940 ele foi colocado aos cuidados do compositor e pianista Percy Grainger e perdoado em 1942.
Cowell experimentou com clusters desde o início e desenvolveu a técnica do piano de cordas, em que as cordas do piano são diretamente dedilhadas, limpas, raspadas ou arranhadas, abrindo assim o caminho para o piano preparado por John Cage. O desenvolvimento artístico de Grete Sultan também foi decisivamente moldado por Cowell. Junto com Joseph Schillinger, ele projetou o Rhythmicon, que foi construído em 1931 pelo russo Leon Theremin e possibilitou a geração automática de ritmos. Junto com Charles Ives, Charles Ruggles, John J. Becker e Wallingford Rieggerele é contado entre o grupo de compositores de vanguarda dos Cinco Americanos.
Cowell compôs 19 sinfonias principalmente programáticas e outras obras sinfônicas, incluindo dois concertos para koto, um para percussão e um concerto de acordeão, uma suíte para piano e orquestra de câmara, numerosas obras de música de câmara, coros e canções. Ele também publicou ensaios sobre teoria musical. De 1927 a 1936, ele publicou a revista New Music Quarterly.
Em 1951 foi eleito membro da Academia Americana de Artes e Letras. Cowell foi de 1941 até sua morte em 1965 casado com a etnógrafa e antropóloga Sidney Robertson Cowell.

## Sinfonias
- Sinfonia nº 1 em Si menor, 1918 (revisado em 1922, 1940)[11]
- Sinfonia nº 2, 'Anthropos', 1938
- Sinfonia nº 3, 'Gaelic' para banda e cordas 1942
- Sinfonia nº 4, 'Short Symphony' 1946
- Sinfonia nº 5, 1948
- Sinfonia nº 6, 1952
- Sinfonia nº 7, 1952
- Sinfonia nº 8 para orquestra, com coro misto e solo de contralto opcional, 1952
- Sinfonia nº 9, 1953
- Sinfonia nº 10 para orquestra de câmara, 1953
- Sinfonia nº 11, 'Seven Rituals of Music', 1953
- Sinfonia nº 12, 'Pere Marquette', 1956
- Sinfonia nº 13, 'Madras', 1958
- Sinfonia nº 14, 1960
- Sinfonia nº 15, 'Tese', 1960
- Sinfonia nº 16, 'islandês', 1962
- Sinfonia nº 17, 'Lancaster' 1962
- Sinfonia nº 18, 1964
- Sinfonia nº 19, 1965
- Sinfonia nº 20, 1965
- Sinfonia nº 21, 1965 (esboços concluídos por Lou Harrison)[12]

## Discografia selecionada

### Gravações de Cowell
- Henry Cowell: Piano Music (Smithsonian Folkways 40801) - apresentações de vinte de suas composições para piano solo, incluindo Dynamic Motion, The Tides of Manaunaun, Aeolian Harp, The Banshee e Tiger, e uma faixa de comentário (álbum retratado no artigo)
- Tales of Our Countryside (American Columbia 78rpm Set X 235, gravado em 5 de julho de 1941) - a All-American Youth Orchestra dirigida por Leopold Stokowski, com Cowell como solista de piano

### Outras gravações selecionadas de suas obras
- American Piano Concertos: Henry Cowell (col legno 20064) - peças para grandes conjuntos, incluindo Concerto para Piano e Orquestra e Sinfonietta, bem como The Tides of Manaunaun e outras peças para piano solo; interpretada pela Saarbrücken Radio Symphony Orchestra, Michael Stern - diretor, Stefan Litwin - piano
- The Bad Boys !: George Antheil, Henry Cowell, Leo Ornstein (hatHUT 6144) - peças para piano, incluindo Anger Dance, The Tides of Manaunaun e Tiger ; interpretada por Steffen Schleiermacher
- Dançando com Henry (modo 101) —solo e peças de câmara, incluindo duas versões de Ritournelle (Larghetto); tocada pelo California Parallèle Ensemble, Nicole Paiement - maestrina e diretora, Josephine Gandolfi - piano
- Henry Cowell (Primeira Edição 0003) - peças orquestrais, incluindo Ongaku e Tese (Sinfonia Nº 15); executada pela Louisville Orchestra, Robert S. Whitney e Jorge Mester - maestros
- Henry Cowell: A Continuum Portrait, vol. 1 (Naxos 8.559192) e Vol. 2 (Naxos 8.559193) - peças de solos, de câmara, vocais e de grande conjunto; realizada por Continuum, Cheryl Seltzer e Joel Sachs - diretores
- Henry Cowell: Mosaic (modo 72/73) - peças de solo e câmara, incluindo Quartet Romantic, Quartet Euphometric, Mosaic Quartet (String Quartet No. 3), Return e três versões de 26 Simultaneous Mosaics; realizada pelo Colorado String Quartet e Musicians Accord
- Henry Cowell: Persian Set (Composers Recordings Inc. CRI-114 gravado em abril de 1957 e reeditado na Citadel CTD 88123) —Quatro movimentos para Orquestra de Câmara, Leopold Stokowski — maestro
- Henry Cowell: Persian Set (Koch 3-7220-2 HI) - peças orchestrais e de grande conjunto, incluindo Hymn and Fuguing Tune No. 2; realizada pela Orquestra de Câmara de Manhattan, Richard Auldon Clark - maestro
- New Music: Piano Compositions de Henry Cowell (New Albion 103) - peças de piano para solos, incluindo Dynamic Motion, The Tides of Manaunaun, Aeolian Harp e Tiger; realizada por Chris Brown, Sorrel Hays e outros
- Songs of Henry Cowell (Albany – Troy 240) - incluindo How Old Is Song?, Music I Heard e Firelight and Lamp ; interpretada por Mary Ann Hart - meio-soprano, Robert Osborne - baixo-barítono, Jeanne Golan - pianista

## Leitura Adicional
- Carwithen, Edward R. (1991). Henry Cowell: Composer and Educator. Ph.D. dissertação. Gainesville: University of Florida.
- Cowell, Henry, e Sidney Cowell (1981 [1955]). Charles Ives and His Music. New York: Da Capo. ISBN 0-306-76125-4.
- Cowell, Henry (1996 [1930]). New Musical Resources. Anotado, com um ensaio que o acompanha, por David Nicholls. Cambridge, Nova York, e Melbourne: Cambridge University Press. ISBN 0-521-49974-7.
- Cowell, Henry (2002). Essential Cowell: Selected Writings on Music, editado, com introdução, por Dick Higgins, prefácio de Kyle Gann. Kingston, N.Y.: McPherson. ISBN 0-929701-63-1
- Galván, Gary (2006). "Cowell in Cartoon: A Pugilistic Pianist's Impact on Pop Culture." Hawaii International Conference on Arts and Humanities,  Jan. 11–14, 2006, Conference Proceedings. ISSN 1541-5899.
- Galván, Gary (2007). Henry Cowell in the Fleisher Collection. Ph.D. dissertação. Gainesville: University of Florida.
- Johnson, Steven (1993). "Henry Cowell, John Varian, and Halcyon." American Music 11, no. 1 (Spring): 1-27.
- Pena, Eder Wilker Borges. (2022). Henry Cowell: o catalisador experimental. Tese de doutorado. São Paulo: Universidade Estadual Paulista "Júlio de Mesquita Filho".
- Sachs, Joel (2012). Henry Cowell: A Man Made of Music. Oxford: Oxford University Press. ISBN 978-0-19-510895-8.
- Saylor, Bruce (1977). The Writings of Henry Cowell: A Descriptive Bibliography. Brooklyn, N.Y.: Brooklyn College Institute for Studies in American Music. ISBN 0-914678-07-8
- Spilker, John D. (2010). "Substituting a New Order": Dissonant Counterpoint, Henry Cowell, and the Network of Ultra-Modern Composers. Ph.D. dissertação, Tallahassee: Florida State University.

### Arquivos (em inglês)
- Henry Cowell papers, 1851-1994, mantidos pela Divisão de Música da Biblioteca Pública de Nova York para as Artes Cênicas.
- Henry Cowell collection of Noncommercial Recordings, 1940-1953, coleção mantida pelos Arquivos Rodgers e Hammerstein de som gravado, Biblioteca Pública de Nova York para as Artes Performáticas.

### Outros (em inglês)
- Berlin Students: Henry Cowell (a mais abrangente na Web, embora incompleta - o catálogo Lichtenwanger padrão lista quase 1 000 composições; esteja ciente também de que algumas datas, especialmente das primeiras peças para piano, estão incorretas) e transcrições de Schoenberg– Correspondência de Cowell
- Drums Along the Pacific mais sobre a associação entre Cowell e Harrison (e Cage)
- "Henry Cowell: Giving Us Permission" Ensaio de 2006 do compositor
- Henry Cowell—Piano Music site independente dedicado à música para piano de Henry Cowell
- Henry Cowell Work List Instrumentação de oitenta obras - editor música G. Schirmer
- "New Growth from New Soil" Tese de mestrados 2004-05 sobre Cowell com extensa bibliografia, incluindo seus escritos periódicos
- Opaque Melodies: The Rhythmicon—Definition/Background Discussão estendida e mais clara do Rhythmicon
- "Sidney and Henry Cowell" de Peter Stone para a Association for Cultural Equity
- "Subversive Prophet: Henry Cowell as Theorist and Critic" uma consideração do crítico Kyle Gann sobre a influência de Cowell
- What's This (First Encore to Dynamic Motion) for piano partituras de piano coleção de partituras digitais da biblioteca de música Sibley
- Obras de Henry Cowell no International Music Score Library Project
- henrycowell.org Site com informações abrangentes sobre Henry Cowell e também inclui o catalogueiro descritivo das obras de Cowell de William Lichtenwanger

### Ouvir
- The Aeolian Harp Piece by Henry Cowell no YouTube vídeo da apresentação de Lydia Aoki
- American Mavericks: The Online Rhythmicon uma versão virtual do instrumento, jogável no computador
- American Mavericks: Program 1—The Meaning of Maverick três obras de Cowell sob demanda, incluindo Concerto para Piano e Orquestra, mais o programa em si, incluindo a discussão de Cowell e trechos de sua obra
- Art of the States: Henry Cowell sete obras do compositor, incluindo The Tides of Manaunaun e Aeolian Harp
- Epitonic.com: Henry Cowell com faixas de New Music: Piano Compositions de Henry Cowell (New Albion 103)
- Henry Cowell: Hymn and Fuguing Tune #2 no YouTube vídeo de apresentação da orquestra da comunidade
- Henry Cowell Musical Autobiography 100 minutos de Cowell falando sobre sua vida e tocando gravações de sua música
- Radio National (Australian Broadcasting Corporation) transmissão em dois episódios do documentário de rádio de Henry Cowell, dirigido por Guy Livingston.
- SFCCO Performs Cowell's Symphony No. 13 no YouTube da apresentação dos dois primeiros movimentos da San Francisco Composers Chamber Orchestra
- SFCCO Performs Cowell's Symphony No. 13 com áudio completo da San Francisco Composers Chamber Orchestra
- ConcertZender Radio (The Netherlands) transmissão e podcast das sinfonias de Henry Cowell, apresentada por Guy Livingston.
- Photos and references Clipes de áudio e notas relacionadas ao documentário da ABC, incluindo um ensaio fotográfico com curadoria de George Boziwick, na Divisão de Música da Biblioteca Pública de Artes Performáticas de Nova York.